# Douglas AC-47 Spooky
Douglas AC-47 Spooky – uzbrojona wersja samolotu C-47 Skytrain, pierwszy z serii ciężkich samolotów wsparcia używanych przez United States Air Force. Samolot zaprojektowano podczas wojny wietnamskiej, a jego głównym zadaniem było zapewnienie bliskiego wsparcia powietrznego (CAS).

## Pomysły i plany
Koncepcja użycia samolotu wsparcia prowadzącego ogień prostopadle do kierunku lotu powstała w 1926 roku. Autorem pomysłu był amerykański pilot por. Fred Nelso który przeprowadził udane próby, jednak tego pomysłu nie zastosowano. W 1961 roku płk. MacDonald zaproponował użycie samolotu wsparcia prowadzącego ostrzał (prostopadle do kierunku lotu) celów naziemnych. Pomysł po kilku miesiącach rozważań inżynierów i wojskowych trafił jako projekt w ramach wojskowego programu Project Tailchaser i został zatwierdzony do realizacji. Pierwsze testy przeprowadzono z samolotem Convair C-131 B uzbrojonym w trzy Miniguny które standardowo montowano w śmigłowcach Bell UH-1 Iroquois oraz celownika MK-20 z samolotu Douglas A-1 Skyraider. Do dalszej fazy testów uzbrojenie zabudowano na samolot transportowy C-47 a udane testy potwierdziły jego przydatność bojową. Taktyka użycia tego samolotu zakładała bojowe zastosowanie do bezpośredniego wsparcia oddziałów naziemnych w warunkach nocnych, kiedy użycie szybkich samolotów lotnictwa szturmowego jest utrudnione.

## Zastosowanie bojowe AC-47 Spooky
Pierwsze dwa C-47 przebudowano na samoloty bojowe AC-47 które zostały wyposażenie w trzy karabiny maszynowe Minigun SUU-11A, w lewym oknie pilotów umieszczono celownik Mk20  oraz spust do uruchomienia karabinów umieszczono na wolancie. Pilot mógł otwierać ogień z jednego, z dwóch lub trzech karabinów równocześnie. Miniguny umieszczono z lewej strony w kadłubie samolotu, dwa umieszczono w miejscu dwóch ostatnich okien samolotu a jeden w pobliżu drzwi ładunkowych. Samolot wyposażono także w 45 flar oświetlających. Załoga samolotu składała się zazwyczaj z sześciu osób: pilota, nawigatora, inżyniera pokładowego, oficera załadunku i dwóch strzelców. Trzy karabiny prowadziły zmasowany ogień w lewą stronę w stosunku do kierunku lotu samolotu, a duża szybkostrzelność trzech karabinów maszynowych (18 tys. pocisków na minutę) zapewniała pokrycie ogniem dużego obszaru terenu.

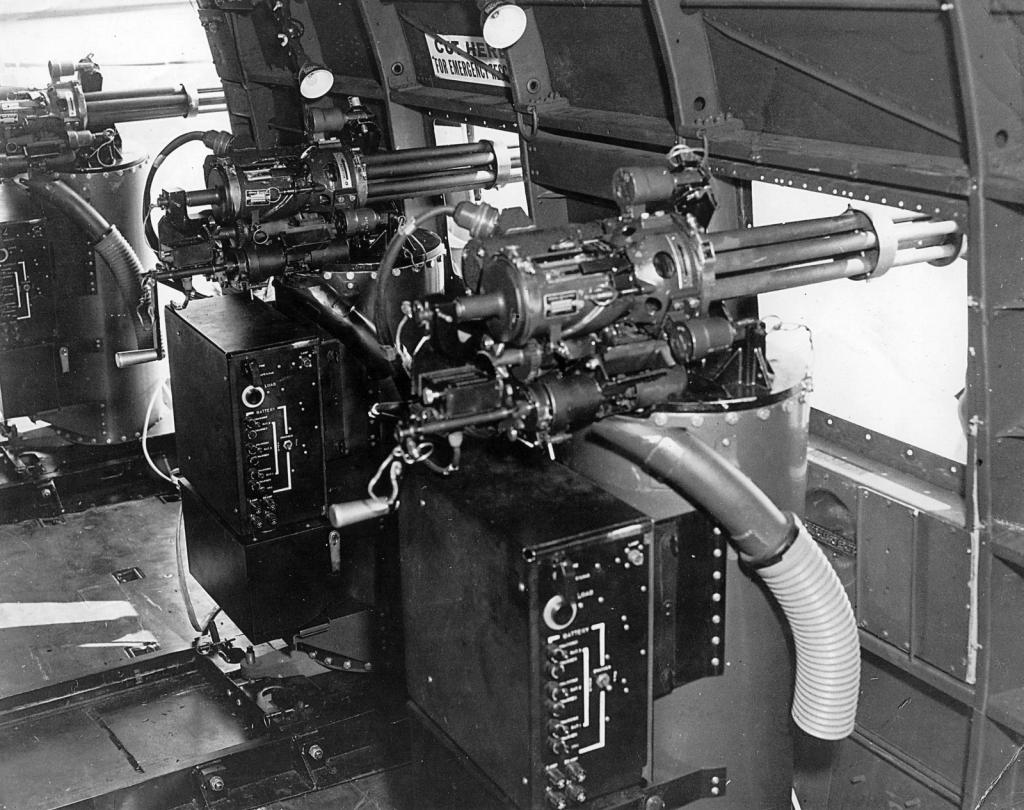
Działka Minigun w samolocie AC-47

Pierwsze zastosowanie bojowe w grudniu 1964 roku potwierdziły wysoką skuteczność tego samolotu. Po pierwszych lotach bojowych załogi tych samolotów nadały im nazwę Spooky (Upiorny). W późniejszym czasie przebudowano następne cztery C-47, jednak z braku Minigunów zabudowano od 8-10 karabinów maszynowych Browning M2 (kaliber 12,7 mm) a samoloty otrzymały oznaczenie AC-47D. Ta wersja uzbrojenia miała mniejszą szybkostrzelność i skuteczność bojową.
W grudniu 1969 roku armia amerykańska wycofała AC-47 zastępując je nowymi samolotami Lockheed AC-130, które powstały po przebudowie samolotów C-130 Hercules.

## AC-47T Fantasmas
W 1987 roku w Kolumbii przebudowano pięć samolotów C-47 do wersji AC-47 nazwanej w języku hiszpańskim “Fantasmas” (ang. Spooky).
Wersję tę wyposażono w silniki turbośmigłowe Pratt & Whitney PT-6A, mocniejsze przez co zwiększono ładowność samolotu do 5 ton. Mogą one pozostawać w powietrzu do 10 godzin w czasie patrolowania dżungli. Wersję AC-47S wyposażono w kamerę podczerwieni do wykrywania celów w nocy i zamaskowanych celów na ziemi w gęstej dżungli. Uzbrojenie stanowią szybkostrzelne karabiny maszynowe o kalibrze 12,7 mm, a jeden z egzemplarzy wyposażono w 20 mm działko. Samoloty te używane są nadal przez Kolumbijskie Siły Powietrzne
do walki z kartelami narkotykowymi, przemytnikami broni, narkotyków i handlarzami narkotyków.